# Хигрометър
Хигрометърът (от гръцки ὑγρός игрóс‚ влага и гръцки μέτρον мéтрон, мярка) е уред, с който се измерва относителната влажност на въздуха. Първият хигрометър е изобретен от Леонардо Да Винчи през 1480, а по-съвременния му вариант е дело на Йохан Ламберт през 1755.
Хигрометърът обикновено измерва влажността индиректно, оценявайки промени в температурата, налягането или масата, или механични или електрически промени в субстанциите заради абсорбцията на влага. Съвременните електронни уреди измерват влажността чрез измерване на точката на оросяване или промени в електрическия капацитет и съпротивление.

## Класически хигрометри

### Хигрометър с пружина и хартия
Основава се на ефекта на промяна на линейните размери на осолена хартиена лента при абсорбция на влага. Хартиената лента ламинира пружина, която движи стрелка и показва измерването на циферблат (подобно на биметален термометър). Има ниска точност с вариации над 10%, поради което се ползва в по-евтини устройства.

### Хигрометър с косъм
Изобретен е от швейцарския физик Орас дьо Сосюр през 1783. Принципът на действие на този тип уреди се основава на факта, че човешкия или животинския косъм е силно хигроскопичен и променя дължината си при абсорбция или десорбция на влага. Изменението на дължината се усилва по механичен път и се показва на циферблат или скала. Чувствителността на уреда може да се повиши при обезмасляване на косъма в диетилов етер. В миналото този тип уреди са се наричали хигроскопи, наименование, което днес не се използва.

### Психрометър
Представлява двойка живачни термометри, „сух“ и „мокър“, сечението на чиито температурни показания върху психрометрична диаграма дава относителната влажност. Резервоарчето за живак на „мокрия“ термометър се поддържа влажно с памук, а другия термометър остава сух.
Принципът на действие на психрометъра се основава на ефекта на охлаждане при изпарение, който понижава температурното показание на „мокрия“ термометър спрямо базовото показание на „сухия“ термометър. Разликата в показанията на двата термометъра зависи от околната температура, надморската височина и относителната влажност на въздуха. При известни околна температура и надморска височина, относителната влажност може да се извлече аналитично или таблично. При по-висока относителна влажност разликата намалява до нула и се увеличава с изсушаването на въздуха.

## Съвременни хигрометри

### Капацитивни хигрометри
Използват капацитивен сензор с хигроскопичен диелектричен слой между двата електрода. При абсорбция на влага диелектрика променя своята диелектрична константа, а кондензатора – капацитета си. Диелектрикът обикновено е полимер или метален оксид.
В обхвата 5 – 95% RH имат точност ±2% RH, която спада 2 – 3 пъти ако уреда не е калибриран.
Капацитивните хигрометри са нечувствителни към кондензация или температурни промени. Податливи са на дрейф на капацитета (стареене) и замърсяване.

### Резистивни хигрометри
Измерват промяната на електрическото съпротивление в резистивен елемент – сол или полимер при промяна на относителната влажност. Зависими са от околната температура, поради което се нуждаят от температурна компенсация. Чувствителността им към кодензация варира в зависимост от материала на резистивния елемент. Точност до ±3% RH.

### Термични хигрометри
Измерват промяна в топлопроводимостта на въздуха при промени на абсолютната влажност.

### Гравиметрични хигрометри
Измерват разликата в теглото на въздушна проба спрямо референтен обем абсолютно сух въздух. Най-точния съвременен метод за измерване на съдържанието на водни пари във въздуха. Уреди, работещи на този принцип се използват като стандарт при калибрация на хигрометри.

## Приложение
Хигрометрите намират широко приложение в земеделието и животновъдството – за контрол на влажността в оранжерии, инкубатори и др. В индустрията – за правилното прилагане на някои индустриални процеси – полагане на боя, фотолитография при производство на интегрални схеми и др. В бита – за измерване и контрол на влажността в помещения, в хюмидорни кутии и др.